# Барецький Станіслав Валерійович
Станіслав Валерійович Барецький (рос. Станислав Валерьевич Барецкий) — російський шоумен і музикант, що виступав в музичному гурті «Ленінград». Також випускав сольні альбоми і брав участь у спільних записах з гуртом «Ялинкові іграшки».

## Біографія
Народився у місті Ломоносові, яке наразі входить в адміністративні кордони Санкт-Петербурга. Закінчив профтехучилище за спеціальністю «водій». Працював сторожем на цвинтарі, наразі працює адміністратором в агенції ритуальних послуг. Ані музичної, ані акторської освіти не має.

## Творчість
Широко використовує у своїй творчості ненормативну лексику, має в репертуарі кривляння на інших виконавців, переспівуючи їх пісні у своєму стилі з ненормативною лексикою.